# طبقة منتشة
الطبقة المنتشة أو طبقة جنينية (بالإنجليزية: Germ layer)‏ هي طبقة بدئية من الخلايا تتشكل أثناء التطور الجنيني. تكون الطبقات المنتشة الثلاث واضحة بشكل خاص في الفقاريات، ومع ذلك، فإن كل أنواع البعديات الحقيقية (حيوانات أكثر تعقيداً من الإسفنج) تنتج طبقتين أو ثلاث طبقات منتشة أولية. بعض الحيوانات، مثل اللاسعات، تنتج طبقتين منتشتين (الأديم الظاهر والأديم الباطن) مما يجعلها مزدوجة الطبقات المنتشة. تنتج حيوانات أخرى مثل الحبليات طبقة ثالثة (الأديم المتوسط) بين هاتين الطبقتين، مما يجعلها ثلاثية الأرومات. تتطور الطبقات المنتشة في النهاية لتشكل جميع أنسجة وأعضاء الكائن الحي من خلال عملية تخلق الأعضاء.

## تاريخياً
لاحظ كاسبار فريدريش وولف (Caspar Friedrich Wolff) أنّ خلايا الجنين المبكر تنتظم في طبقات تشبه الأوراق. في عام 1817، اكتشف هاينز كريستيان باندر (Heinz Christian Pander) ثلاث طبقات منتشة بدئية أثناء دراسة أجنة الدجاج. بين عامي 1850 و 1855، صقل روبرت ريماك (Robert Remak) مفهوم طبقة الخلايا المنتشة (Keimblatt)، مشيراً إلى أن الطبقات الخارجية، الداخلية، والمتوسطة تشكل على التوالي البشرة، الأمعاء، والعضلات المتداخلة والأوعية الدموية. تم تقديم مصطلح «الأديم المتوسط» إلى الإنجليزية بواسطة هكسلي في عام 1871، و «الأديم الظاهر» و «الأديم الباطن» من قبل لانكستر في عام 1873.

## التطور

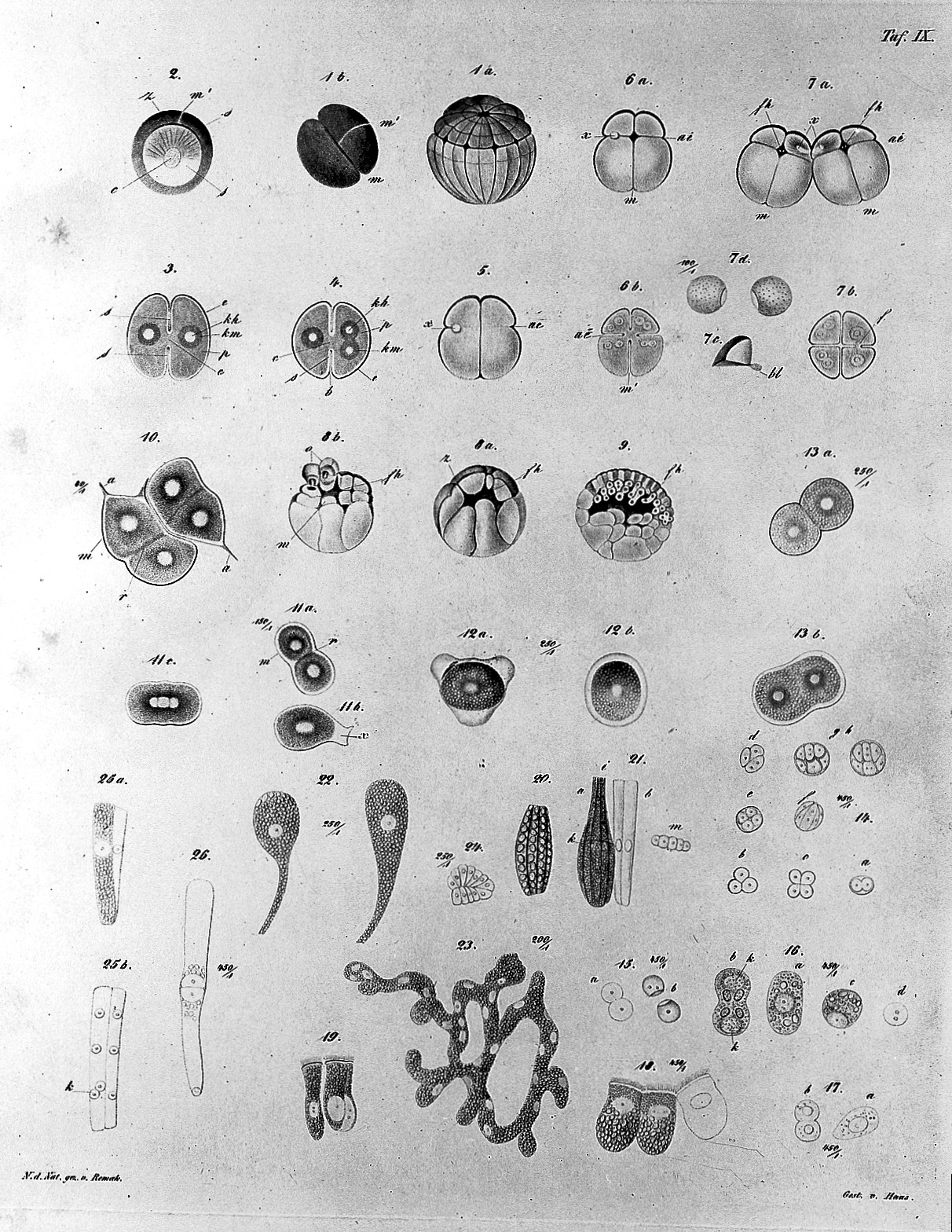
انقسام خلية بيضة من الفقاريات (Remak ،1855).

عند الحيوانات، يُظهر الإسفنج أبسط تنظيم خلوي، إذ يملك طبقة منتشة واحدة. على الرغم من امتلاكه خلايا متمايزة (مثل الخلايا القمعية)، إلا أنه يفتقر إلى التنسيق الحقيقي للأنسجة. تظهر الحيوانات مزدوجة الطبقات المنتشة، اللاسعات والمشطيات، زيادة في التعقيد، إذ تملك طبقتين منتشتين هما الأديم الباطن والأديم الظاهر. تُطوّر الحيوانات مزدوجة الطبقات المنتشة أنسجة يمكن تمييزها.
تعتبر جميع الحيوانات الأعلى (بدءاً من الديدان المسطحة)، وكذلك البشر ثلاثية الطبقات المنتشة، إذ تملك أديم متوسط بالإضافة إلى الطبقات المنتشة الموجودة في الحيوانات مزدوجة الطبقات المنتشة. تُطوّر الكائنات الحية ثلاثية الطبقات المنتشة أعضاء يمكن تمييزها.

## التطور الجنيني

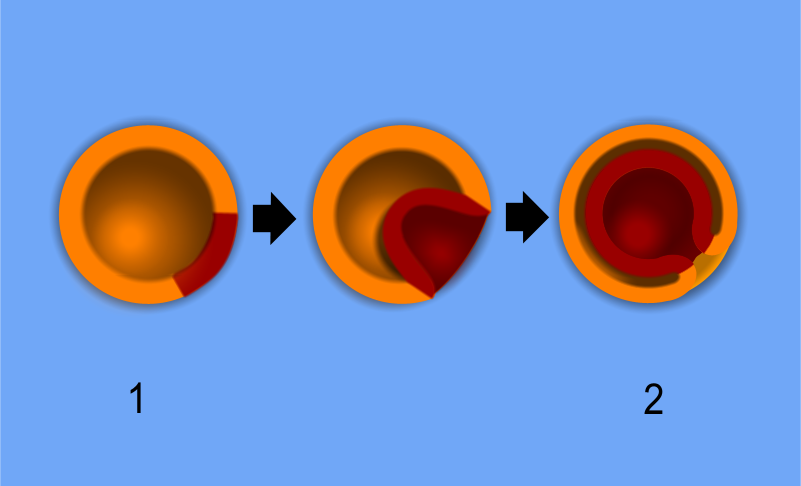
تكوُن المعيدة: تكوُن الطبقات المنتشة من (1) الأريمة إلى (2) المعيدة. تتحرك بعض خلايا الأديم الظاهر (البرتقالية اللون) إلى الداخل لتشكل الأديم الباطن (الأحمر اللون).

يؤدي الإخصاب إلى تكوُّن البيضة الملقحة. أثناء المرحلة التالية، تُحوِّل الانقسامات الفتيلية (الانقسامات الخيطية) البيضة الملقحة إلى كرة خلوية مجوفة، هي الأُرَيمَة (كرة خلوية وحيدة الطبقة تحيط بجوف فيه سائل في بواكير تكوُّن الجنين). يخضع هذا التشكل الجنيني المبكر إلى مرحلة تدعى تَكَوُّن المُعَيدَة، ليشكل المُعَيدَة (مرحلة جنينية تتلو الأريمة) مع طبقتين أو ثلاث طبقات (الطبقات المنتشة). في جميع الفقاريات، تتمايز هذه الخلايا السلف إلى جميع الأنسجة والأعضاء البالغة.
في الجنين البشري، بعد حوالي ثلاثة أيام، تُشكِّل البيضة الملقحة كتلة صلبة من الخلايا عن طريق الانقسام الفتيلي (الانقسام الخيطي)، لتسمى تُوَيْتَة. تتحول التويتة بعد ذلك إلى كيسة أريمية، التي تتكون من طبقة خارجية تسمى الأرومة الغاذية، وكتلة خلوية داخلية تسمى الأرومة المضغية. مملوءةً بسائل رحمي، تخرج الكيسة الأريمية خارج المنطقة الشفافة لتخضع لعملية التعشيش (الانغراس). تملك الكتلة الخلوية الداخلية في البداية على طبقتين: الأُرَيمَة التحتانيَّة (الأديم الباطن) والأديم الخارجي. في نهاية الأسبوع الثاني، يظهر شريط بدائي. يتحرك الأديم الخارجي في هذه المنطقة نحو الشريط البدائي، ويغطس فيه للأسفل ويشكل طبقة جديدة، تسمى الأديم الباطن، دافعاً الأديم الباطن بعيداً (الذي يشكل السلى). يستمر الأديم الخارجي بالتحرك ليشكل طبقة ثانية، هي الأديم المتوسط. لتدعى الطبقة العليا عندئذٍ بالأديم الظاهر.

## الطبقات المنتشة

### الأديم الباطن

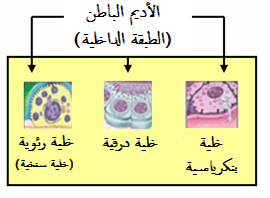
الأنسجة المشتقة من الأديم الباطن

الأديم الباطن هو أحد الطبقات المنتشة التي تتشكل أثناء نمو الجنين. تشكل الخلايا التي تهاجر نحو الداخل على طول المعي البدائي الطبقة الداخلية من المعيدة، التي تتطور إلى الأديم الباطن.
يتكون الأديم الباطن في البداية من خلايا مسطحة، تصبح فيما بعد عمودية. لتشكل الظهارة التي تبطن كامل الجهاز الهضمي باستثناء جزء من الفم والبلعوم والجزء النهائي من المستقيم (التي تبطن بأوب «التفافات» من الأديم الظاهر). كما أنه يشكل الخلايا المبطنة لجميع الغدد التي تفتح في الجهاز الهضمي، بما في ذلك البنكرياس والكبد، ويشكل كذلك ظهارة نفير أوستاش والجوف الطبلي، الرغامى، القصبات الهوائية، والأسناخ الرئوية، المثانة وجزء من الإحليل، وبطانة جريبات الغدة الدرقية، الغدة الصعترية، والغدد جارات الدرقية.

### الأديم المتوسط

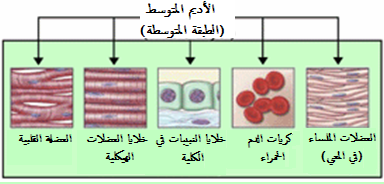
الأنسجة المشتقة من الأديم المتوسط

يتشكل الأديم المتوسط في الأجنة ثلاثية الأرومات. أثناء تكون المعيدة، تهاجر بعض الخلايا للداخل لتساهم بتشكيل الأديم المتوسط، وهو طبقة إضافية بين الأديم الباطن والأديم الظاهر. يبدأ تمايز الأديم المتوسط من خلال سلسلة من الإشارات الخلوية مع الأديم الظاهر والأديم الباطن.
يحتوي الأديم المتوسط على العديد من المكونات التي تتطور إلى أنسجة وهي أديم متوسط وسطاني (يتطور إلى الكلى والغدد التناسلية)، أديم متوسط مجاور للمحور (يتطور إلى الغضاريف، العضلات الهيكلية، وأدمة الجلد)، حبلي-أديمي متوسط (يتطور إلى الحبل الظهري "القُردود")، صفيحة وحشية للأديم المتوسط (تتطور إلى الجهاز الدوراني «بما في ذلك القلب والطحال»، جدار الأمعاء، وجوف الصدر والبطن "إذ تنقسم الصفيحة الوحشية للأديم المتوسط إلى أديم متوسط جسدي ظهري (الجنبة الجسدية) وأديم متوسط حشوي بطني (الجنبة الحشوية)، تؤدي هذه العملية إلى تشكل جوف بين الجنبة الجسدية والجنبة الحشوية يشار إليه بالجوف العام داخل الجنيني، الذي يتحول في وقت لاحق إلى كل من جوف الصدر والبطن.") 
أي أن الأديم المتوسط يشكل: العضلات (الملساء والمخططة)، العظام، الغضاريف، الأنسجة الضامة، الأنسجة الدهنية، الجهاز الدوراني، الجهاز اللمفاوي، الأدمة، الجهاز البولي التناسلي، الأغشية المصلية، والحبل الظهري.

### الأديم الظاهر

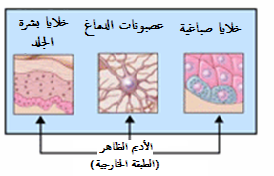
الأنسجة المشتقة من الأديم الظاهر

يولّد الأديم الظاهر الطبقة الخارجية للجنين. يتطور الأديم الظاهر إلى الأديم الظاهر السطحي، العرف العصبي، والأنبوب العصبي.
يتطور الأديم الظاهر السطحي إلى: البشرة، الشعر، الأظافر، عدسة العين، الغدد الدهنية، القرنية، مينا الأسنان، وظهارة الفم والأنف.
يتطور العرف العصبي إلى: الجهاز العصبي المحيطي، لب الغدة الكظرية، الخلايا الصباغية، غضروف الوجه، عاج الأسنان.
يتطور الأنبوب العصبي إلى: المخ، النخاع الشوكي، النخامة الخلفية، العصبونات المحركة، الشبكية.
ملاحظة: تتطور النخامة الأمامية من نسيج الأديم الظاهر لجيبة راتكه.

### العرف العصبي
بسبب أهميته الكبيرة، يعتبر العرف العصبي أحياناً كطبقة منتشة رابعة. ومع ذلك، فهو مشتق من الأديم الظاهر.

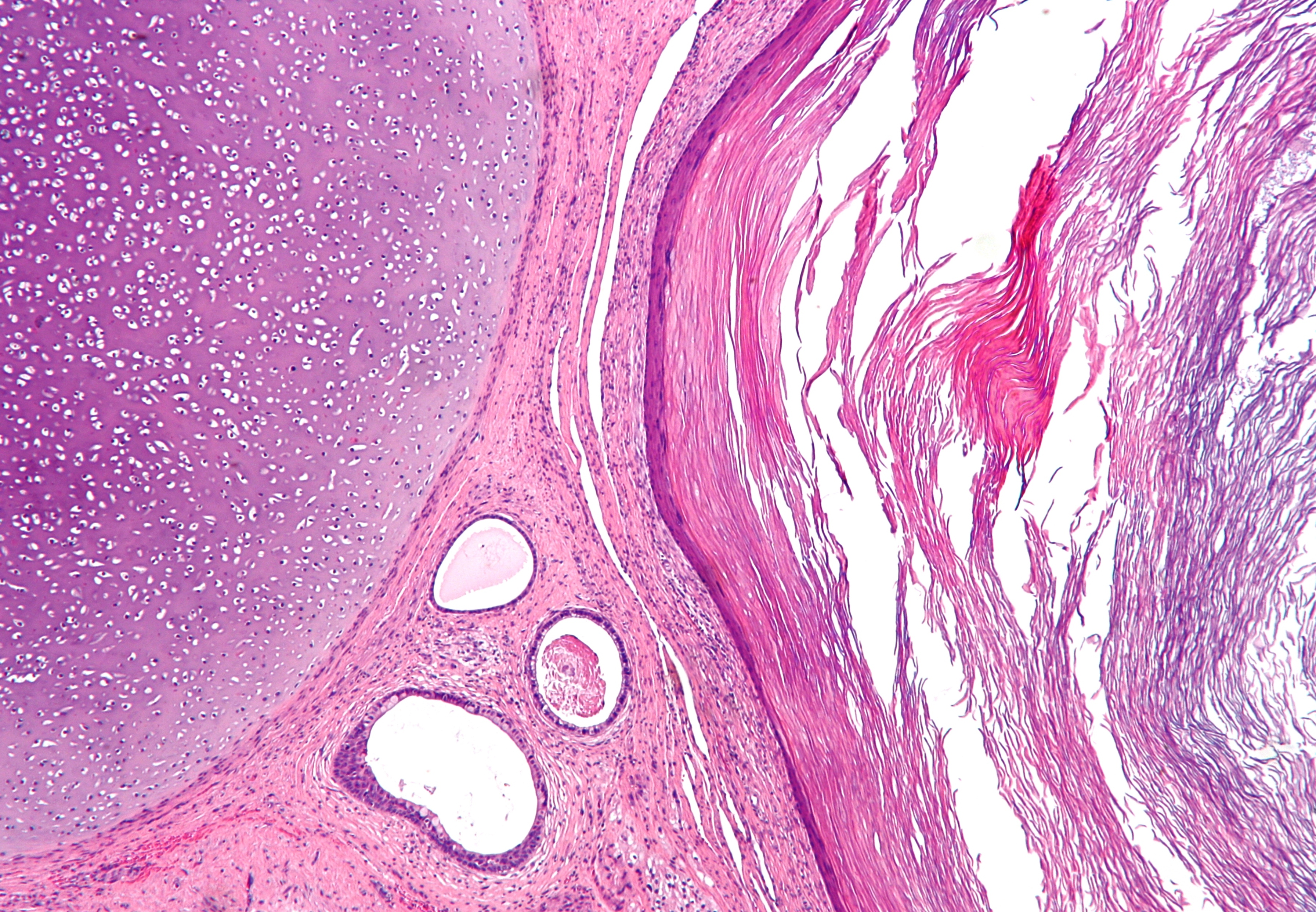
صورة مجهرية لورم مسخي، وهو ورم يتميز باحتوائه على نسج مشتقة من كافة الطبقات المنتشة الثلاث. تُظهر الصورة الأنسجة المشتقة من الأديم المتوسط (الغضروف غير الناضج - أيسر الصورة)، الأديم الباطن (الغدد المعدية المعوية - أسفل الصورة) والأديم الظاهر (البشرة - يمين الصورة). صبغة الهيماتوكسيلين واليوزين.